# Schottenkirche (Erfurt)

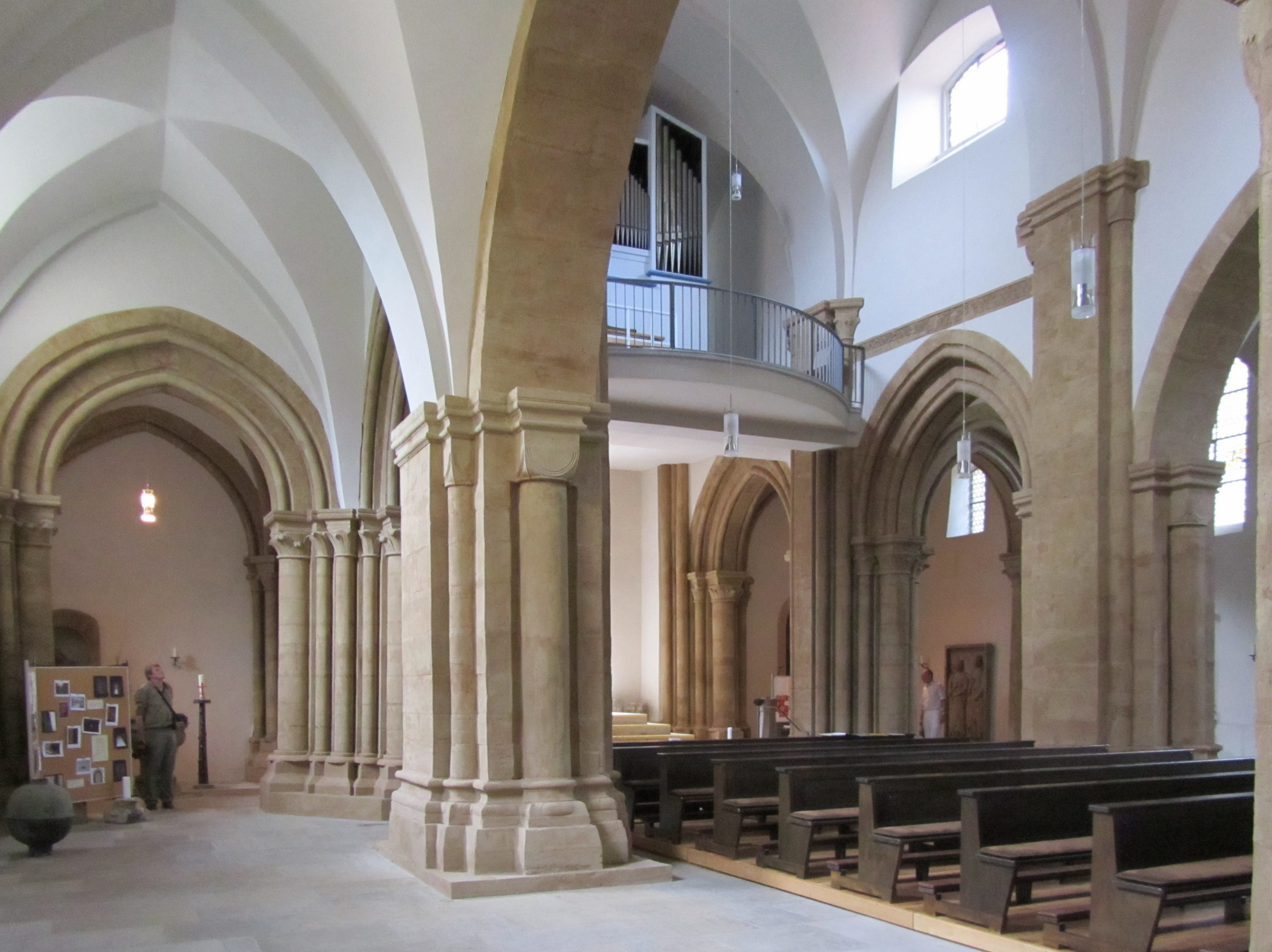
L'interno mostra stili romanico e gotico

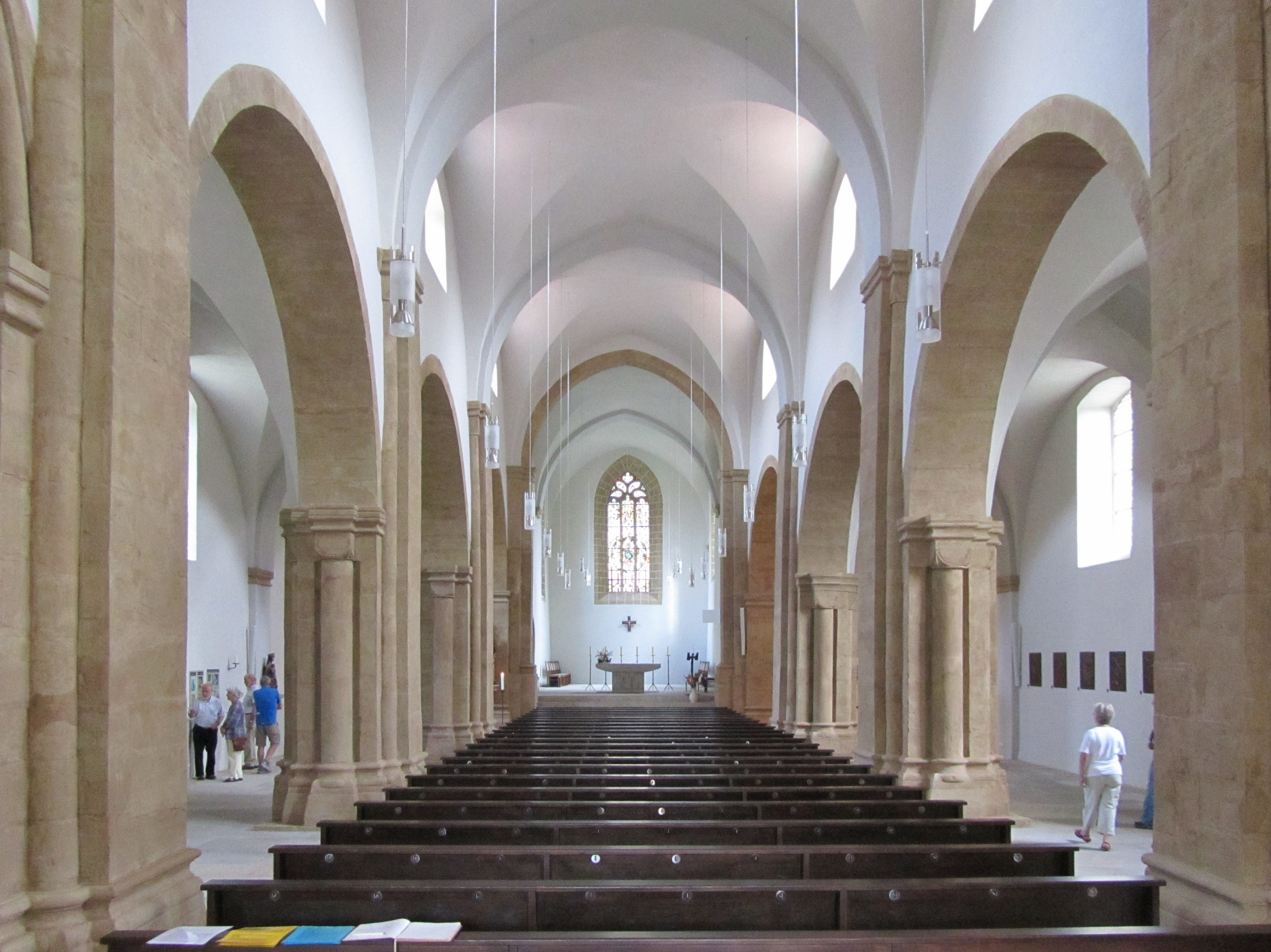
Vista della navata centrale

La Schottenkirche di san Nicola e Giacomo è l'ex chiesa dello Schottenkloster St. Jakob nel centro storico di Erfurt. Oggi è una chiesa cattolica secondaria della parrocchia di Lorenz.

## Storia
La basilica a tre navate è di origine romanica e in parte sovrapposta in stile gotico. Il monastero benedettino fu fondato nel 1036 dal fratello del vescovo di Naumburg Hildeward, Walther von Glisberg, la cui lapide funeraria è esposta nella chiesa. Mostra il Ministeriale ricco ed è con sua moglie nello stile dei ritratti gotici delle persone. La posa del manico della nappa, insieme all'abbigliamento rappresentativo, è un segno di lusso ed eleganza cortese (e. B. Gottfried von Strasbourg, Tristano e Isotta). Walther era anche il Voigt della sua fondazione. Il monastero era un ramo dell'Abbazia di San Giacomo a Ratisbona, fondata da Marianus Scottus, da cui deriva l'attuale nome Schottenkirche. I lavori di costruzione furono completati nel 1200 assieme alla chiesa del monastero. Nel 1472 il grande incendio di Erfurt distrusse parti della chiesa, che furono poi ricostruite in forme gotiche.
La facciata ovest barocca fu aggiunta dal 1720 al 1729. Nel 1956 furono eliminati i matronei barocchi e il pavimento fu riportato al livello originale ribassato del XII secolo. A causa del costante aumento del livello del terreno, dopo 900 anni, tipico delle città antiche, si trovava a circa un metro sotto il terreno esterno, così che oggi alcuni gradini conducono alla chiesa dall'esterno.
Dal 1744 la chiesa appartenne come chiesa parrocchiale alla Nikolaigemeinde e dal 2005 appartiene alla Lorenzgemeinde. Gli edifici del monastero furono demoliti nel 1820. Nel 1964 la Schottenkirche fu riconsacrata e nel 1971 le fu dato un design uniforme con nuove vetrate di Charles Crodel, simili a quelle della Cattedrale di Erfurt.